# Enea Codotto
Enea Codotto (Latisana, 21 aprile 1955 – Padova, 5 febbraio 1981) è stato un carabiniere italiano, caduto vittima in uno scontro a fuoco con alcuni terroristi di estrema destra appartenenti ai Nuclei Armati Rivoluzionari.
Arruolatosi nell'Arma dei carabinieri nel 1975, dopo aver prestato servizio presso la stazione di Teolo (PD), dal 1976 era in forze, come Appuntato, presso il nucleo radiomobile della compagnia di Abano Terme (PD).

## L'omicidio
La sera del 5 febbraio 1981, la pattuglia del nucleo operativo e radiomobile con a bordo Enea Codotto di 25 anni e Luigi Maronese di 23 anni, avvertiti dalla chiamata di un cittadino, si portano nei pressi del canale Scaricatore, nel quartiere Bassanello alla periferia di Padova. Arrivati sul posto sorprendono alcuni militanti del gruppo terroristico neofascista NAR mentre tentano di recuperare un borsone di armi precedentemente nascoste nel letto del canale.
Scoperti dai militari, il gruppo, composto dai fratelli Cristiano e Valerio Fioravanti, Francesca Mambro, Gilberto Cavallini, Giorgio Vale e Gabriele De Francisci, ingaggia un violento conflitto a fuoco con gli agenti, colpendoli a morte. Prima di essere uccisi, i carabinieri, riescono a colpire il leader del gruppo, Valerio Fioravanti, il quale, gravemente ferito ad entrambe le gambe, verrà poco dopo arrestato.
Il 5 febbraio 2004, in occasione della ricorrenza del conflitto a fuoco in cui il carabiniere morì, la caserma sede del comando provinciale carabinieri di Padova è stata intestata a lui ed al carabiniere Luigi Maronese. Anche la motovedetta CC 818 di Pescara, già dislocata a Taranto, è stata intitolata a Codotto.

## Onorificenze
Alla sua memoria è stato intitolato il 104º corso allievi carabinieri ausiliari Fossano (CN) anno 1984